# Antonio Naguib
Antonio Naguib (en árabe: الأنبا أنطونيوس نجيب) (Samālūṭ, 18 de marzo de 1935 - El Cairo, 28 de marzo de 2022) fue un cardenal copto-católico egipcio, patriarca emérito de Alejandría.

## Biografía
Fue ordenado sacerdote en 1960. Se convirtió en obispo de Minya, Egipto, en 1977, y permaneció en ese cargo hasta su renuncia en 2002. Permaneció como obispo emérito de Minya hasta su elección como Patriarca. Fue nombrado por el papa Benedicto XVI para ser el secretario de actas de la Asamblea Especial del Sínodo de los Obispos para Oriente Medio en la Ciudad del Vaticano en el año 2010.
Benedicto XVI le elevó a la dignidad cardenalicia durante el Consistorio del 20 de noviembre de 2010, quedando adscrito como cardenal obispo al ser patriarca de una Iglesia de Rito Oriental.
El 18 de enero de 2013 fue retirado de su cargo por motivos de salud, pasando a ser patriarca emérito.